# Бурла (Ботошань)
Бурла (рум. Burla) — село у повіті Ботошані в Румунії. Входить до складу комуни Унцень.
Село розташоване на відстані 376 км на північ від Бухареста, 10 км на північний схід від Ботошань, 91 км на північний захід від Ясс.

## Населення
За даними перепису населення 2002 року у селі проживали 111 осіб, усі — румуни. Усі жителі села рідною мовою назвали румунську.